# Буиды

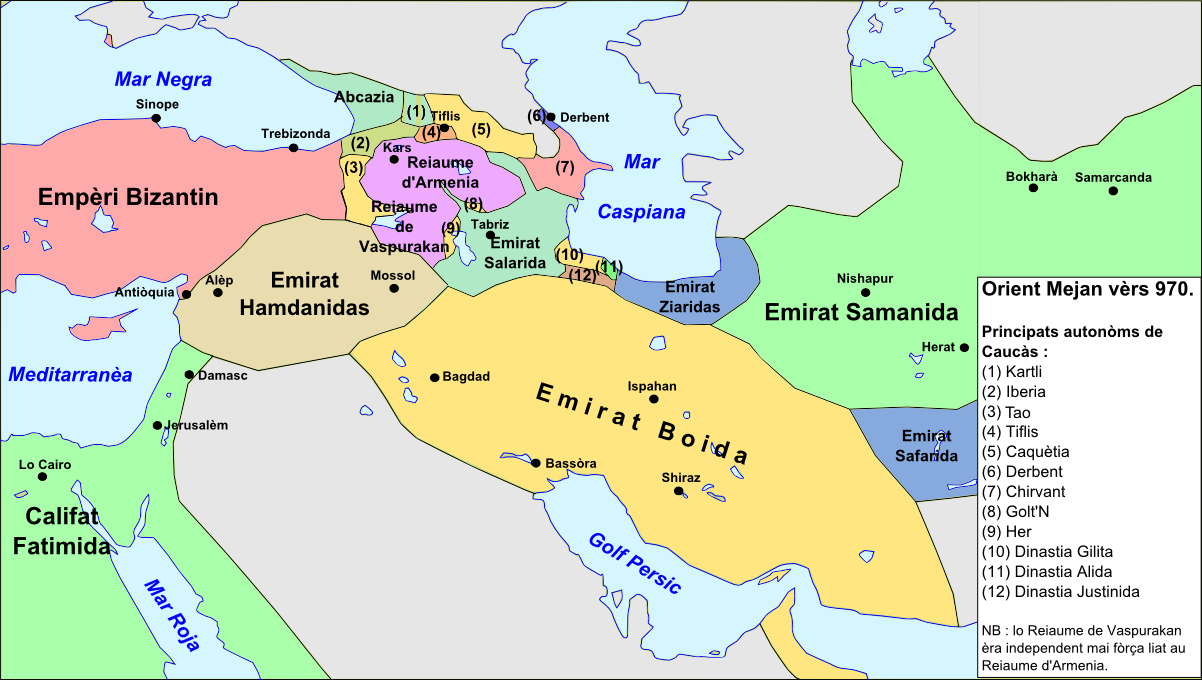
Эмират Буидов в 970 г.

Буи́ды (перс. آل بویه‎, Āl-i Būya) или Бувайхи́ды (араб. البويهيون‎, аль-бувайхийун) — шиитская иранская конфедерация во главе с династией дейлемитского происхождения, в области Гилян (Дайламан), по южному побережью Каспийского моря, правившая в Багдаде в 945—1055.

## Восхождение и расцвет династии
В период «дейлемитской интерлюдии» из дейлемитов Буиды были самой могущественной династией, обладавшей наиболее обширными владениями. В первое десятилетие Χ века из-за социальных и политических причин усилился массовый уход дейлемитов из родных мест.
Конфедерация берёт своё начало от дейлемитов Абу Шуджа Бувейха и его сыновей Али, Хасана и Ахмеда. Они вступили в союз с крупным персидским землевладельцем Зеидом Навбандаджани, и в 934 году собрали армию против тюркского генерала Йакута, назначенного Багдадом амир аль-умара. В результате они смогли преобразовать халифат Аббасидов в ираноязычную империю. Буиды поддерживали персидскую культуру и традицию. Они формально признавали главенство Багдадского халифа и наследственно занимали пост амир аль-умара — верховного главнокомандующего и командующего гвардией гулямов, фактически военного диктатора. Глава династии носил величественный арабско-персидский титул шаханшах аль-азам малик аль-мулук — «величайший царь царей, государь государей». С 934 по 1062 годы Буиды владели областью Фарс (Персия) на юго-западе Ирана; с 932 по 1028 они управляли Джибалом, периодически делившимся на уделы Рей и Исфахан; с 936 по 1048 — Керманом. С 945 по 1055 Буиды управляли Багдадом и значительной частью территории современного Ирака.
В 70-х годах X века Адуд ад-Даула объединил под своей властью все буидские владения в Ираке, Северном Иране и даже в Омане. В его правление династия Буидов достигла вершины своего единства и могущества. Адуд ад-даула проводил активную захватническую политику — на западе против Хамданидов Бадият-эль-Джазиры, а на востоке против Зияридов в Табаристане и против Саманидов в Хорасане.

## Падение
Господствовавшая у Буидов и восходившая, несомненно, к прошлому родо-племенному быту в Дейлеме патримониальная концепция власти в конечном счёте привела к политическому дроблению государства. Пока во главе рода стоял такой сильный правитель, как Адуд ад-Даула, дух сплоченности преобладал, но после его смерти внутри династии началась междоусобная борьба. Разобщённость внутри династии Буидов позволила врагам отнять земли И во второй половине XI века Буиды пали в результате нашествия Сельджуков и их союзников.
После смерти Абу Калиджара в 1048 году, главы Буидов развязалась борьба за власть между братьями аль-Маликом ар-Рахимом (Наср Хусров Фируз) и Абу Мансуром.
В 1051 или 1052 году армия аль-Малика ар-Рахима снова вторглась в Фарс и на этот раз победила Абу Мансура и его союзников. Абу Мансур, однако, запросил поддержки у сельджукского султана Тогрул-бека и смог отбить Шираз в 1053 или 1054 году.
В 1055 году военачальник дайламитов по имени Фулад захватил Шираз и вынудил Абу Мансура уйти из Фарса. Затем Фулад заключил соглашение с Аль-Маликом аль-Рахимом, в котором согласился признать его власть. Однако Аль-Малик ар-Рахим и Абу Саад Хусрау Шах не доверяли ему и вместе с Абу Мансуром отвоевали Шираз у Фулада. Затем Абу Мансур еще раз согласился признать власть аль-Малика ар-Рахима.
В декабре 1055 года аль-Малик ар-Рахим был арестован и свергнут силами Тогрул-бека в Багдаде, что положило конец правлению буидов в Ираке. Однако Абу Мансур, который еще раз признал власть сельджуков, смог оставаться у власти в Фарсе еще семь лет в качестве вассала сельджуков.
Постоянные сражения с его братьями ослабили его правление, и в 1062 году он был убит, сражаясь против курдского вождя племени Шабанкара Фадлуя. Вскоре после этого сельджуки вошли в Шираз и взяли под свой контроль Фарс.

## Религия
Как и большинство дейлемитов, Буиды принадлежали к шиитам умеренного толка «двунадесятников». На территории буидских владений были введены традиционные шиитские праздники; в период их правления произошла определенная систематизация и интеллектуализация шиитской теологии, до того несколько расплывчатой и эмоциональной.
Шиизм Буидов был, вероятно, кроме того, ещё и проявлением иранского национализма, направленного против арабов. Следует отметить тот факт, что буиды постарались сочинить для себя солидную генеалогию, восходящую к Сасанидам, а также тот факт, что они ввели в Иране древний царский титул шаханшах. Политическая власть и казна аббасидских халифов при этом терпели неизбежный урон, но Буиды всё же не предпринимали никаких попыток уничтожить халифат и даже проявляли враждебность к политическим соперникам Аббасидов — шиитам-исмаилитам Фатимидам.
Буиды второго и последующих поколений высоко ценили арабскую и персидскую литературу.

## Вали Кереджа
- Имад ад-Даула Али ибн Бувейх (род. 894), амир Кереджа (932—934), амир Фарса (934—949)

## Вали Фарса
- Имад ад-Даула Али ибн Бувейх (род. 894), амир Кереджа (932—934), амир Фарса (934—949)
- Адуд ад-Даула Фанна Хосров ибн Хасан (род. 936), амир Фарса и Кермана (949—983), шаханшах аль-азам малик аль-мулук, амир аль-умара и вали Ирака и Ахваза (978—983)
- Шараф ад-Даула Абу-ль-Фавариз Ширзил ибн Фанна Хосров (род. 960), амир Фарса (983—990), амир аль-умара и вали Ирака (987—989)
- Самсам ад-Даула Марзубан ибн Фанна Хосров (род. 963), амир аль-умара и вали Ирака (983—987), амир Кермана (983—998), амир Фарса (990—998)
- Баха ад-Даула Абу Наср Фируз ибн Фанна Хосров (род. 960), амир аль-умара и вали Ирака (989—1012), шаханшах аль-азам малик аль-мулук (997—1012), амир Фарса (998—1012), амир Кермана (999—1012)
- Султан ад-Даула Абу Шуджа ибн Фируз (993—1024), шаханшах аль-азам малик аль-мулук, амир аль-умара и вали Ирака и Фарса (1012—1021)
- Мушарриф ад-Даула Хасан ибн Фируз (род. 1003), шаханшах аль-азам малик аль-мулук, амир аль-умара и вали Ирака (1021—1025), амир Фарса (1021—1024)
- Имад ад-Дин Абу Калиджар Марзубан ибн Абу Шуджа (род. 1009), амир Фарса (1024—1048), шаханшах аль-азам малик аль-мулук (1027—1048), амир Кермана (1028—1048), амир аль-умара и вали Ирака (1044—1048)
- аль-Малик ар-Рахим Хосров Фируз ибн Марзубан (ум. 1058), шаханшах аль-азам малик аль-мулук, амир аль-умара и вали Ирака и Фарса (1048—1055)
- аль-Мансур ибн Хосров Фируз, амир Фарса (1055—1056)
- Фулад Сутун ибн Марзубан, амир Фарса (1056—1062)

## Вали Кермана
- Рукн ад-Даула Хасан ибн Бувейх р.897, амир Кермана 934—936, амир Джибала 935—977
- Муизз ад-Даула Ахмед ибн Бувейх р.915, амир Кермана 936—949, амир Ахваза 937—967, амир аль-умара и вали Ирака 945—967
- Адуд ад-Даула Фанна Хосров ибн Хасан р.936, амир Фарса и Кермана 949—983, шаханшах аль-азам малик аль-мулук, амир аль-умара и вали Ирака 978—983
- Самсам ад-Даула Марзубан ибн Фанна Хосров р.963, амир аль-умара и вали Ирака 983—987, амир Кермана 983—998, амир Фарса 990—998
- Абу Наср ибн Бахтияр, амир Кермана 998—999
- Баха ад-Даула Абу Наср Фируз ибн Фанна Хосров р.960, амир аль-умара и вали Ирака 989—1012, шаханшах аль-азам малик аль-мулук 997—1012, амир Фарса 998—1012, амир Кермана 999—1012
- Кывам ад-Даула Абу-ль-Фаварис ибн Фируз р.1000, амир Кермана 1012—1028
- Имад ад-Дин Абу Калиджар Марзубан ибн Абу Шуджа р.1009, амир Фарса 1024—1048, шаханшах аль-азам малик аль-мулук 1027—1048, амир Кермана 1028—1048, амир аль-умара и вали Ирака 1044—1048

## Вали Джибала
- Рукн ад-Даула Хасан ибн Бувейх р.897, амир Кермана 934—936, амир Джибала 935—977
- Фахр ад-Даула Абу-ль-Хасан Али ибн Хасан, амир Рея 977—983, шаханшах аль-азам малик аль-мулук и амир Джибала 983—997
- Маджид ад-Даула Рустам ибн Али, амир Рея 997—1028, амир Джибала 1028—1029

## Амир аль-умара и вали Ирака
- Муизз ад-Даула Ахмед ибн Бувейх р.915, амир Кермана 936—949, амир Ахваза 937—967, амир аль-умара и вали Ирака 945—967
- Изз ад-Даула Бахтияр ибн Ахмад, амир аль-умара и вали Ирака и Ахваза 967—978
- Адуд ад-Даула Фанна Хосров ибн Хасан р.936, амир Фарса и Кермана 949—983, шаханшах аль-азам малик аль-мулук, амир аль-умара и вали Ирака 978—983
- Самсам ад-Даула Марзубан ибн Фанна Хосров р.963, амир аль-умара и вали Ирака 983—987, амир Кермана 983—998, амир Фарса 990—998
- Шараф ад-Даула Абу-ль-Фавариз Ширзил ибн Фанна Хосров р.960, амир Фарса 983—990, амир аль-умара и вали Ирака 987—989
- Баха ад-Даула Абу Наср Фируз ибн Фанна Хосров р.960, амир аль-умара и вали Ирака 989—1012, шаханшах аль-азам малик аль-мулук 997—1012, амир Фарса 998—1012, амир Кермана 999—1012
- Султан ад-Даула Абу Шуджа ибн Фируз р.993, шаханшах аль-азам малик аль-мулук, амир аль-умара и вали Ирака и Фарса 1012—1021, ум.1024
- Мушарриф ад-Даула Хасан ибн Фируз р.1003, шаханшах аль-азам малик аль-мулук, амир аль-умара и вали Ирака 1021—1025, амир Фарса 1021—1024
- Джалал ад-Даула Абу Тахир Ширзил ибн Фируз р.994, амир Басры и Ахваза 1012—1025, амир аль-умара и вали Ирака 1025—1044, шаханшах аль-азам малик аль-мулук 1027—1044
- Имад ад-Дин Абу Калиджар Марзубан ибн Абу Шуджа р.1009, амир Фарса 1024—1048, шаханшах аль-азам малик аль-мулук 1027—1048, амир Кермана 1028—1048, амир аль-умара и вали Ирака 1044—1048
- аль-Малик ар-Рахим Хосров Фируз ибн Марзубан, шаханшах аль-азам малик аль-мулук, амир аль-умара и вали Ирака и Фарса 1048—1055, ум.1058

## Вали Исфахана
- Муайид ад-Даула Бувейх ибн Хасан, амир Исфахана 977—983

## Вали Рея
- Фахр ад-Даула Абу-ль-Хасан Али ибн Хасан, амир Рея 977—983, шаханшах аль-азам малик аль-мулук и амир Джибала 983—997
- Маджид ад-Даула Рустам ибн Али, амир Рея 997—1028, амир Джибала 1028—1029

## Вали Басры
- Абу-ль-Хусайн ибн Фанна Хосров, амир Басры и Ахваза 983—986
- Абу Тахир ибн Фанна Хосров, амир Басры и Ахваза 986—990
- Джалал ад-Даула Абу Тахир Ширзил ибн Фируз р.994, амир Басры и Ахваза 1012—1025, амир аль-умара и вали Ирака 1025—1044, шаханшах аль-азам малик аль-мулук 1027—1044

## Вали Амоля
- Хосров Фируз ибн Али, амир Амоля 984—995

## Вали Хамадана
- Фулан ибн Али, амир Хамадана 997—1021
- Фулан ибн Фулан, амир Хамадана 1021—1028